# Saint-Pal-de-Chalencon
Pour les articles homonymes, voir Saint-Pal, Pal et Chalencon.
Saint-Pal-de-Chalencon est une commune française située dans le département de la Haute-Loire en région Auvergne-Rhône-Alpes. Elle est labellisée Petite cité de caractère depuis décembre 2018.

## Géographie

### Localisation
La commune de Saint-Pal-de-Chalencon se trouve dans le département de la Haute-Loire, en région Auvergne-Rhône-Alpes.
St-Pal-de-Chalencon se situe au sud des Monts du Forez, au cœur de la Vallée de l’Ance, à 887 m d’altitude.
Elle se situe à 51 km par la route du Puy-en-Velay, préfecture du département, à 36 km d'Yssingeaux, sous-préfecture, et à 12 km de Craponne-sur-Arzon, bureau centralisateur du canton du Plateau du Haut-Velay granitique dont dépend la commune depuis 2015 pour les élections départementales.
Les communes les plus proches sont : 
Usson-en-Forez (3,9 km), Apinac (4,1 km), Boisset (4,2 km), Merle-Leignec (5,1 km), Tiranges (6,3 km), Saint-Hilaire-Cusson-la-Valmitte (6,8 km), Saint-Julien-d'Ance (6,8 km), Sauvessanges (7,7 km).
| Usson-en-Forez Loire |                        | Apinac Loire        |
|                      | Saint-Pal-de-Chalencon | Merle-Leignec Loire |
| Saint-Julien-d'Ance  | Boisset                |                     |

### Climat
Pour des articles plus généraux, voir Climat d'Auvergne-Rhône-Alpes et Climat de la Haute-Loire.
En 2010, le climat de la commune est de type climat des marges montargnardes, selon une étude du Centre national de la recherche scientifique s'appuyant sur une série de données couvrant la période 1971-2000. En 2020, Météo-France publie une typologie des climats de la France métropolitaine dans laquelle la commune est exposée à un climat de montagne ou de marges de montagne et est dans la région climatique Nord-est du Massif Central, caractérisée par une pluviométrie annuelle de 800 à 1 200 mm, bien répartie dans l’année.
Pour la période 1971-2000, la température annuelle moyenne est de 8,5 °C, avec une amplitude thermique annuelle de 16,2 °C. Le cumul annuel moyen de précipitations est de 840 mm, avec 9,2 jours de précipitations en janvier et 7,3 jours en juillet. Pour la période 1991-2020, la température moyenne annuelle observée sur la station météorologique de Météo-France la plus proche, « Tiranges », sur la commune de Tiranges à 6 km à vol d'oiseau, est de 10,6 °C et le cumul annuel moyen de précipitations est de 758,9 mm,. Pour l'avenir, les paramètres climatiques de la commune estimés pour 2050 selon différents scénarios d'émission de gaz à effet de serre sont consultables sur un site dédié publié par Météo-France en novembre 2022.

## Urbanisme

### Typologie
Au 1er janvier 2024, Saint-Pal-de-Chalencon est catégorisée commune rurale à habitat très dispersé, selon la nouvelle grille communale de densité à sept niveaux définie par l'Insee en 2022.
Elle est située hors unité urbaine et hors attraction des villes,.

### Occupation des sols
L'occupation des sols de la commune, telle qu'elle ressort de la base de données européenne d’occupation biophysique des sols Corine Land Cover (CLC), est marquée par l'importance des territoires agricoles (69,5 % en 2018), une proportion sensiblement équivalente à celle de 1990 (69,6 %). La répartition détaillée en 2018 est la suivante : 
zones agricoles hétérogènes (42,2 %), prairies (27,2 %), forêts (27,2 %), milieux à végétation arbustive et/ou herbacée (2,1 %), zones urbanisées (1,3 %). L'évolution de l’occupation des sols de la commune et de ses infrastructures peut être observée sur les différentes représentations cartographiques du territoire : la carte de Cassini (XVIIIe siècle), la carte d'état-major (1820-1866) et les cartes ou photos aériennes de l'IGN pour la période actuelle (1950 à aujourd'hui).

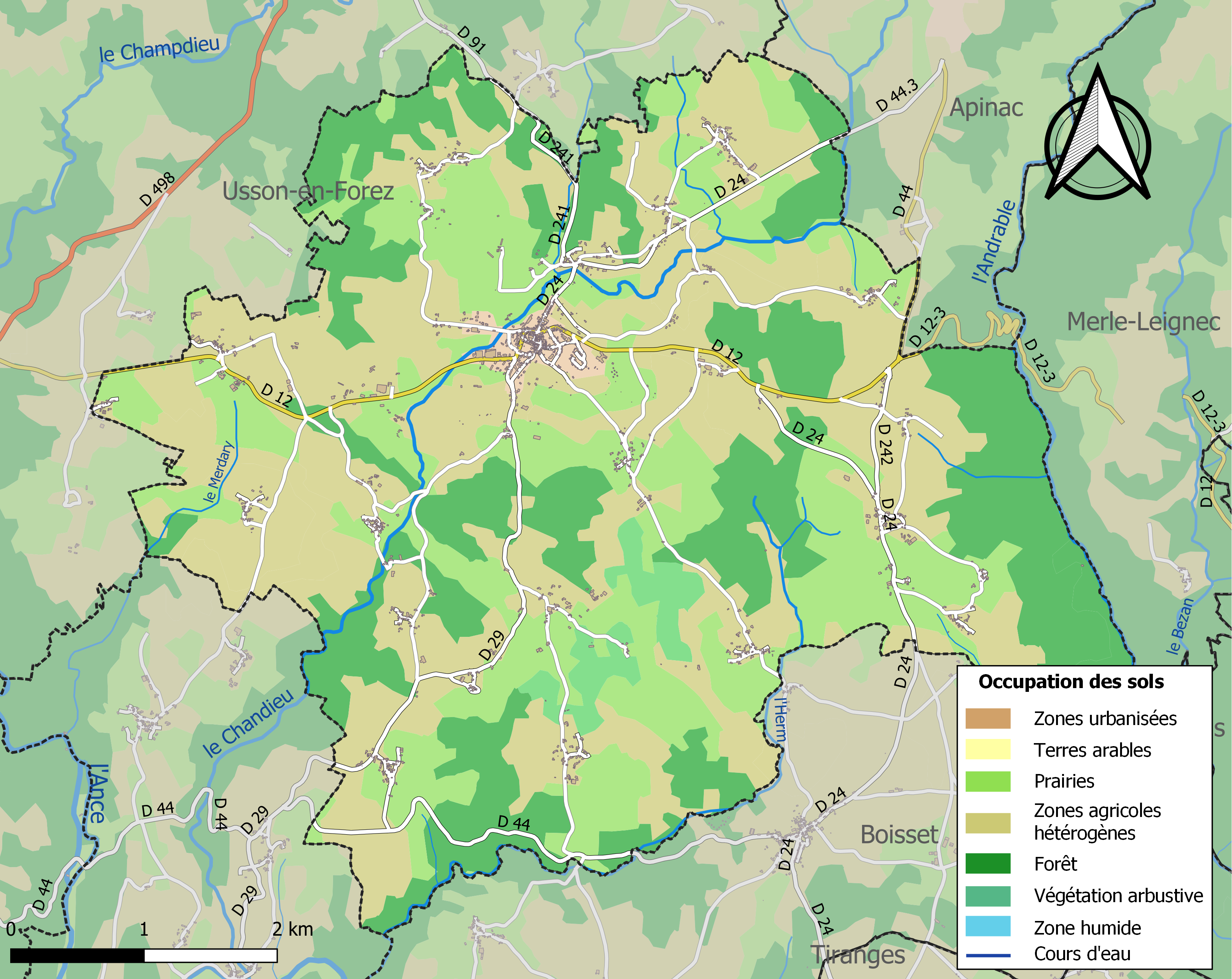
Carte des infrastructures et de l'occupation des sols de la commune en 2018 (CLC).

### Lieux-dits, hameaux
De nombreux hameaux sont rattachés à cette commune :
- Bost-Buisson
- La Fleur
- Cossanges
- Brandy-Haut
- Epinassolles
- Malbost
- Brandy-Bas
- Le Grangeon
- Le Pontrenard
- Le Moulin du Sap
- Le Sap
- La Montzie
- Les Gouttes
- Le Boisset-Haut
- Le Boisset-Bas
- Ricou
- Pansier
- Bois de Montclair
- Méalet
- Les Garays
- Combreaux
- Bouffelaure
- Montchany
- Le Vialaron
- Le Villard
- Trespeyres
- Châturanges
- Les Grenouilloux
- Le Bouchet
- Montalet
- Conches
- Pieyres
- L'Étang
- Lavaur
- La Grenouille
- Blaise,
- Le Betz
- Le Breyre
- Tanlas

### Habitat et logement
En 2018, le nombre total de logements dans la commune était de 731, alors qu'il était de 736 en 2013 et de 701 en 2008.
Parmi ces logements, 61,1 % étaient des résidences principales, 23,3 % des résidences secondaires et 15,6 % des logements vacants. Ces logements étaient pour 91,5 % d'entre eux des maisons individuelles et pour 7,7 % des appartements.
Le tableau ci-dessous présente la typologie des logements à Saint-Pal-de-Chalencon en 2018 en comparaison avec celle de la Haute-Loire et de la France entière. Une caractéristique marquante du parc de logements est ainsi une proportion de résidences secondaires et logements occasionnels (23,3 %) supérieure à celle du département (16,1 %) et à celle de la France entière (9,7 %). Concernant le statut d'occupation de ces logements, 82,1 % des habitants de la commune sont propriétaires de leur logement (80,6 % en 2013), contre 70 % pour la Haute-Loire et 57,5 pour la France entière.
| Typologie                                               | Saint-Pal-de-Chalencon | Haute-Loire | France entière |
| ------------------------------------------------------- | ---------------------- | ----------- | -------------- |
| Résidences principales (en %)                           | 61,1                   | 71,5        | 82,1           |
| Résidences secondaires et logements occasionnels (en %) | 23,3                   | 16,1        | 9,7            |
| Logements vacants (en %)                                | 15,6                   | 12,4        | 8,2            |

## Toponymie
Au sud du village de Trespeyres, se trouve un lieu-dit le Chier Gros : il s’agit en nord-occitan d’une grosse pierre, dont la légende dit qu’elle s’ouvre les soirs de Noël, à minuit, et qu’on peut alors voir un trésor.

## Histoire
La maison de Chalencon est une famille féodale originaire du Velay, attestée dès 1179 en la personne de Bertrand de Chalencon. Selon Régis Valette, sa filiation est suivie depuis 1205[réf. incomplète]. Sa branche ainée prit le nom de Polignac après 1349, devenant ainsi la seconde maison de Polignac (voir Maison de Polignac).
Au cours de la période révolutionnaire de la Convention nationale (1792-1795), la commune a porté le nom de Montalet,.
Une des branches cadettes de la famille a accédé en 1949 au trône de Monaco, sous le nom de maison Grimaldi, en la personne du prince souverain Rainier III (1923-2005), fils de Pierre de Polignac (1895-1964) et de Charlotte de Monaco (1898-1977), fille naturelle du prince souverain Louis II de Monaco (1870-1949), issu de la famille de Goüyon. La maison de Polignac conserve le trône monégasque en la personne du prince souverain Albert II de Monaco (né en 1958), fils de Rainier III.

## Politique et administration

### Découpage territorial
La commune de Saint-Pal-de-Chalencon est membre de la communauté de communes Marches du Velay-Rochebaron, un établissement public de coopération intercommunale (EPCI) à fiscalité propre créé le 27 décembre 2016 dont le siège est à Monistrol-sur-Loire. Ce dernier est par ailleurs membre d'autres groupements intercommunaux.
Sur le plan administratif, elle est rattachée à l'arrondissement d'Yssingeaux, au département de la Haute-Loire, en tant que circonscription administrative de l'État, et à la région Auvergne-Rhône-Alpes.
Sur le plan électoral, elle dépend du canton du Plateau du Haut-Velay granitique pour l'élection des conseillers départementaux, depuis le redécoupage cantonal de 2014 entré en vigueur en 2015, et de la première circonscription de la Haute-Loire   pour les élections législatives, depuis le redécoupage électoral de 1986.

### Liste des maires
| Période   | Période                       | Identité                                                        | Étiquette | Qualité               |
| --------- | ----------------------------- | --------------------------------------------------------------- | --------- | --------------------- |
| 1812      | 1840                          | Jean Joseph Gabriel Martin (1782-1852)                          |           | Homme de loi, Notaire |
| 1840      | 1846                          |                                                                 |           |                       |
| 1846      | 1848                          | Jean Joseph Gabriel Martin                                      |           | Homme de loi, Notaire |
| ?         | ?                             | Hilaire Clément Alphonse Martin (1817-1874) (fils du précédent) |           | Notaire               |
| mars 2001 | mars 2008                     | Louis Petiot                                                    |           |                       |
| mars 2008 | mars 2014                     | Pierre Dantony                                                  |           |                       |
| mars 2014 | En cours (au 12 juillet 2023) | Pierre Brun                                                     | DVD       |                       |

### Jumelages
La commune est jumelée depuis 2002 avec la commune Italienne de Belvedere Ostrense dans la région des Marches.

## Population et société

### Démographie

#### Évolution démographique
L'évolution du nombre d'habitants est connue à travers les recensements de la population effectués dans la commune depuis 1793. Pour les communes de moins de 10 000 habitants, une enquête de recensement portant sur toute la population est réalisée tous les cinq ans, les populations de référence des années intermédiaires étant quant à elles estimées par interpolation ou extrapolation. Pour la commune, le premier recensement exhaustif entrant dans le cadre du nouveau dispositif a été réalisé en 2008.

En 2022, la commune comptait 1 019 habitants, en évolution de +0,3 % par rapport à 2016 (Haute-Loire : +0,36 %, France hors Mayotte : +2,11 %).
| 1793  | 1800  | 1806  | 1821  | 1831  | 1836  | 1841  | 1846  | 1851  |
| ----- | ----- | ----- | ----- | ----- | ----- | ----- | ----- | ----- |
| 2 048 | 2 167 | 2 338 | 2 192 | 2 416 | 2 400 | 2 467 | 2 516 | 2 485 |

| 1856  | 1861  | 1866  | 1872  | 1876  | 1881  | 1886  | 1891  | 1896  |
| ----- | ----- | ----- | ----- | ----- | ----- | ----- | ----- | ----- |
| 2 355 | 2 541 | 2 474 | 2 222 | 2 286 | 2 154 | 2 253 | 2 277 | 2 322 |

| 1901  | 1906  | 1911  | 1921  | 1926  | 1931  | 1936  | 1946  | 1954  |
| ----- | ----- | ----- | ----- | ----- | ----- | ----- | ----- | ----- |
| 2 156 | 2 126 | 2 070 | 1 743 | 1 723 | 1 635 | 1 519 | 1 454 | 1 368 |

| 1962  | 1968  | 1975  | 1982  | 1990  | 1999  | 2006  | 2008  | 2013  |
| ----- | ----- | ----- | ----- | ----- | ----- | ----- | ----- | ----- |
| 1 301 | 1 206 | 1 039 | 1 043 | 1 029 | 1 046 | 1 018 | 1 009 | 1 030 |

| 2018  | 2022  | - | - | - | - | - | - | - |
| ----- | ----- | - | - | - | - | - | - | - |
| 1 015 | 1 019 | - | - | - | - | - | - | - |

#### Pyramide des âges
La population de la commune est relativement âgée.
En 2018, le taux de personnes d'un âge inférieur à 30 ans s'élève à 22,3 %, soit en dessous de la moyenne départementale (31 %). À l'inverse, le taux de personnes d'âge supérieur à 60 ans est de 43,4 % la même année, alors qu'il est de 31,1 % au niveau départemental.
En 2018, la commune comptait 500 hommes pour 515 femmes, soit un taux de 50,74 % de femmes, légèrement inférieur au taux départemental (50,87 %).
Les pyramides des âges de la commune et du département s'établissent comme suit.
| Hommes | Classe d’âge | Femmes |
| ------ | ------------ | ------ |
| 1,2    | 90 ou +      | 5,6    |
| 12,2   | 75-89 ans    | 15,1   |
| 27,0   | 60-74 ans    | 25,6   |
| 23,2   | 45-59 ans    | 17,1   |
| 13,6   | 30-44 ans    | 14,6   |
| 10,8   | 15-29 ans    | 9,3    |
| 12,0   | 0-14 ans     | 12,6   |

| Hommes | Classe d’âge | Femmes |
| ------ | ------------ | ------ |
| 0,9    | 90 ou +      | 2,5    |
| 8,4    | 75-89 ans    | 11,7   |
| 20,4   | 60-74 ans    | 20,5   |
| 21,3   | 45-59 ans    | 20,3   |
| 16,8   | 30-44 ans    | 16,3   |
| 15,2   | 15-29 ans    | 13,2   |
| 17     | 0-14 ans     | 15,6   |

### Sports
- Course de côte de Cacharat[26],[27],[28], remportée par Jean-Luc Thérier en 1972.

## Économie

### Revenus
En 2018, la commune compte 451 ménages fiscaux, regroupant 974 personnes. La médiane du revenu disponible par unité de consommation est de 20 710 € (20 800 € dans le département).

### Emploi
| Division       | 2008  | 2013  | 2018  |
| -------------- | ----- | ----- | ----- |
| Commune        | 3,9 % | 4,7 % | 3,1 % |
| Département    | 6,3 % | 7,7 % | 7,7 % |
| France entière | 8,3 % | 10 %  | 10 %  |

En 2018, la population âgée de 15 à 64 ans s'élève à 540 personnes, parmi lesquelles on compte 74,3 % d'actifs (71,1 % ayant un emploi et 3,1 % de chômeurs) et 25,7 % d'inactifs,. Depuis 2008, le taux de chômage communal (au sens du recensement) des 15-64 ans est inférieur à celui de la France et du département.
La commune est hors attraction des villes,. Elle compte 382 emplois en 2018, contre 378 en 2013 et 413 en 2008. Le nombre d'actifs ayant un emploi résidant dans la commune est de 392, soit un indicateur de concentration d'emploi de 97,5 % et un taux d'activité parmi les 15 ans ou plus de 46,1 %.
Sur ces 392 actifs de 15 ans ou plus ayant un emploi, 186 travaillent dans la commune, soit 47 % des habitants. Pour se rendre au travail, 75,5 % des habitants utilisent un véhicule personnel ou de fonction à quatre roues, 1,3 % les transports en commun, 13,5 % s'y rendent en deux-roues, à vélo ou à pied et 9,7 % n'ont pas besoin de transport (travail au domicile).

## Culture locale et patrimoine

### Lieux et monuments
Cité médiévale, Saint-Pal-de-Chalencon possède plusieurs croix sculptées : calvaire de Lurou au hameau de « Boisset-Haut » (inscrit), croix monumentale de Trespeyres (XVe siècle), croix de Cossanges classée à l’inventaire des monuments historiques, à double face sculptée aux hameaux de Cossanges et Boisset-Haut (XVIe), croix maltée au hameau du Villard, chapelle de Lorette.
L'église Saint-Paul, d'origine romane, présente deux travées de la nef datant de cette époque. Des éléments tels que l'abside et les chapelles du côté nord ont été reconstruits au XVe siècle, tandis qu'un collatéral sud a été ajouté au XVIIe ou XVIIIe siècle.
Le château de Saint-Pal-de-Chalencon, construit à la fin du XVe siècle pour l'évêque de Rodez, devient propriété des Polignac au XVIIe siècle. Sa cuisine abrite une cheminée datant du XVe siècle.
Au village, l’enceinte fortifiée du bourg conserve encore quelques tours et trois portes (inscrites aux monuments historiques), vieilles maisons à tourelles dans le bourg ou avec fenêtres à meneaux mais aussi maison d’assemblée, four à pain du hameau de Combreaux.

### Événements
Le festival de bandas Band'Ance a lieu alternativement sur les trois communes d'Usson-en-Forez, Saint-Pal-de-Chalencon et Craponne-sur-Arzon fin septembre.

### Personnalités liées à la commune
- François Lefort (1946-), prêtre,
- Maurice Monier (1952-), prélat et canoniste, pro-doyen de la Rote romaine, y est né.
- Claude Martin, ambassadeur de France.

### Héraldique[32]
| Blason de Saint-Pal-de-Chalencon | Blason  | Écartelé d’or et de gueules ; à la bordure de sable chargée de huit fleurs de lis d’or. |
| Blason de Saint-Pal-de-Chalencon | Détails | Le statut officiel du blason reste à déterminer.                                        |